# Afschuimen

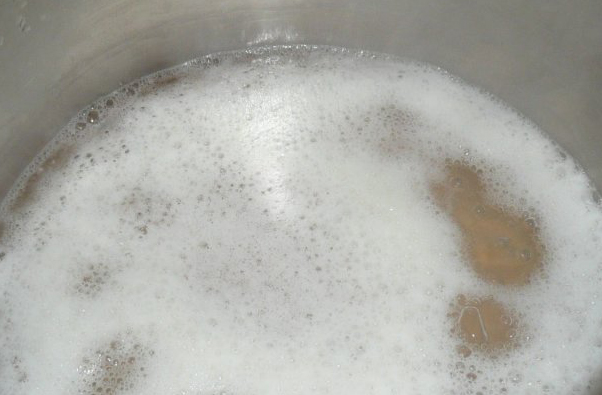
Schuim bij het koken van erwten

Afschuimen is het verwijderen van schuim en andere drijvende zaken die zich tijdens het bereiden van gerechten aan het oppervlak vormen.
Dit komt veel voor tijdens de bereiding van bouillons. Hierbij kan gebruik worden gemaakt van een schuimspaan.
Het afschuimen verbetert de smaak, omdat het schuim vaak een bittere smaak heeft.

## Schuim der natie
Het schuim is dus dat, wat men niet in de soep wil hebben. In vergelijking hiermee worden mensen, waarvan men liever zag dat deze  geen deel uitmaakten van de bevolking (criminelen, asocialen), wel met schuim vergeleken: het schuim der natie.